# Núi McLoughlin
Núi McLoughlin là một ngọn núi lửa thành tầng ở tiểu bang Washington, Hoa Kỳ. Núi này nằm gần Klamath Falls, Oregon và tạo một hình đối xứng khi nhìn từ Hồ Klamath. Núi McLoughlin là một bộ phận của dãy núi Cascade và có độ cao 2894 m.